# Église Saint-Philibert de Dijon
L’église Saint-Philibert est une église dijonnaise désaffectée située rue Michelet, à proximité de la cathédrale Saint-Bénigne. Construite au XIIe siècle, Saint-Philibert est le seul édifice religieux roman de Dijon, à l'exception de son porche, de ses chapelles nord, et de son clocher de pierre de style gothique qui date du début du XVIe siècle.

## Architecture
La façade ouest de Saint-Philibert est dotée d’un porche dont la travée centrale a été bâtie entre 1508 et 1511, et les deux travées latérales au XVIIIe siècle. Au-dessus est percée une rose. Sous le porche, le portail est encadré de huit colonnes surmontées de chapiteaux, et d’un tympan où deux cintres s’appuient sur le trumeau, refait en 1974. Contre le mur nord, donnant sur la rue Michelet, sont accolées deux chapelles du XVIIIe siècle et une sacristie. Le mur sud, longeant la rue Danton, comporte un porche latéral à trois voussures richement sculptées, encadrant un tympan autrefois peint d’un Christ en croix, avec de part et d’autre la Vierge, saint Jean, saint Bénigne et un saint inconnu. Une partie du mur nord a été construite en 1825 pour fermer les ouvertures des absidioles et de l'abside disparues. À la croisée s’élève une tour octogone, bâtie en 1510, surmontée d’une balustrade et d’une flèche de pierre aux arêtes ornées de crochets.
À l’intérieur, la nef centrale, à cinq travées, communique par des arcades en arc brisé avec les collatéraux voûtés d’arêtes. Elle est couverte de voûtes d’arêtes et d’arcs doubleaux. Ces derniers retombent sur des chapiteaux sculptés de feuilles lisses ou stylisées, qui ornent des pilastres cruciformes marquant la séparation des travées. Des fenêtres hautes situées au-dessus du niveau des pilastres éclairent la nef. La croisée du transept est surmontée d’une coupole octogone sur trompes. Un mur ferme la grande arcade qui ouvrait jusqu’en 1825 dans l’abside.

## Histoire

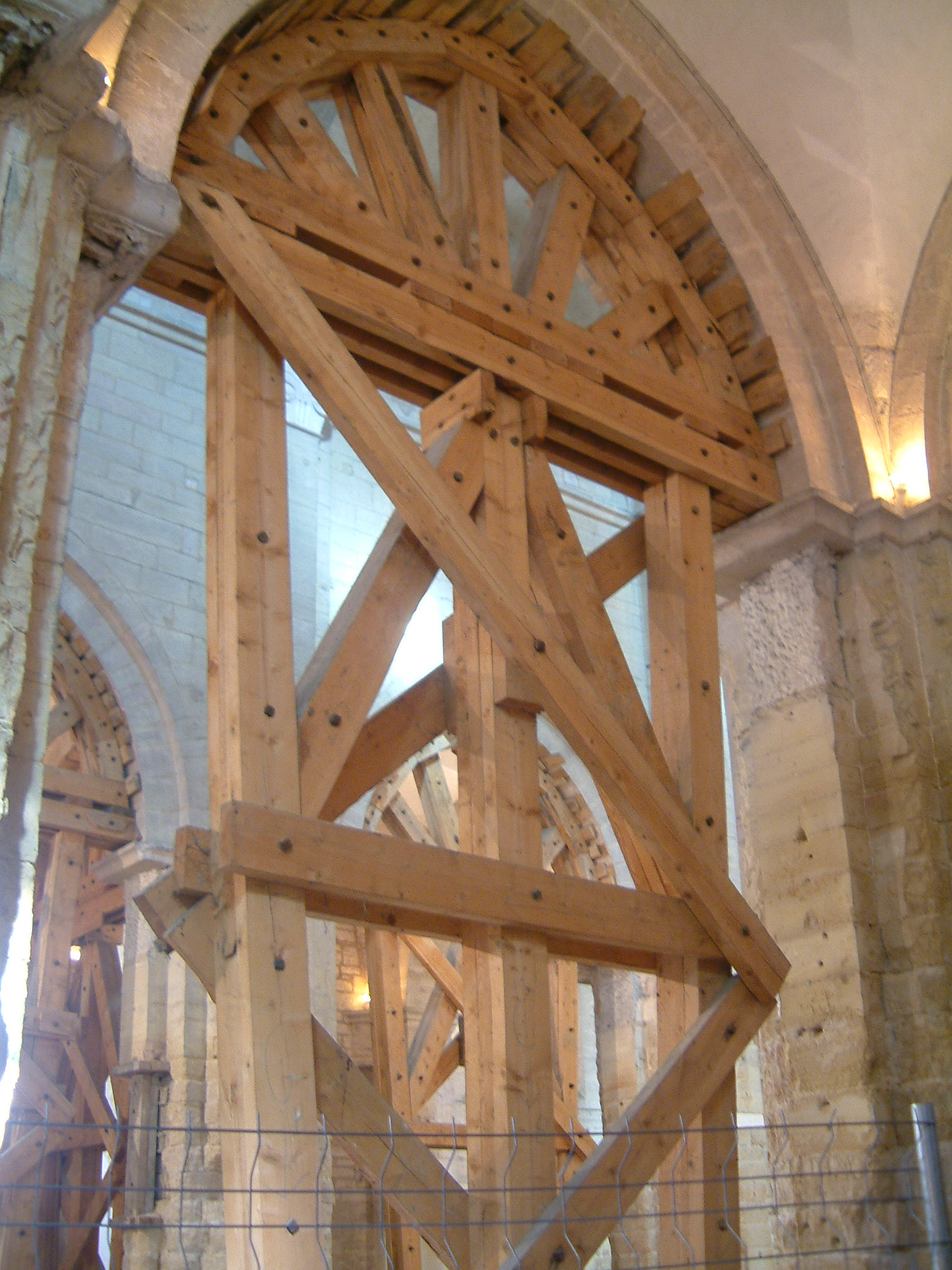
Intérieur de l'église, en 2005.

L’église se trouve à l’emplacement du cimetière installé à l’ouest du castrum de Dijon. L’hypothèse selon laquelle elle s’élèverait sur une basilique chrétienne des premiers siècles dédiée à sainte Paschasie, disciple de saint Bénigne, n’est plus retenue. 
Un document de 1103 mentionne à son emplacement une église déjà dédiée à saint Philibert. L'église romane actuelle aurait été construite après le grand incendie de 1137. Au Moyen Âge, l’investiture du maire et des échevins se faisait dans le cimetière de Saint-Bénigne, devant le porche de Saint-Philibert. Les assemblées communales s'y tenaient, et c'est là qu'en 1187 la ville reçut la charte de commune concédée par le duc Hugues III. Elle était aussi la paroisse des vignerons, ces derniers s'étant installés dans le quartier alentour. 
Sous la Révolution, l’église fut désaffectée ; en 1795, elle fut affectée au logement des chevaux de la garnison, ainsi qu’à un dépôt de matériel militaire. Sa destruction fut envisagée. En 1818, elle revint en nue-propriété à la commune, qui la remit en 1819 au service du Génie. La ville fit raser en 1825 l’abside et les deux absidioles de l’église, afin d’élargir l’actuelle rue des Vieilles-Étuves, où l’emplacement des parties disparues est signalé par des pavés. Après avoir servi d’écurie, l’église devint dépôt de vivres pour l’armée dans la deuxième moitié du XIXe siècle. En 1862, l’édifice fut inscrit sur la liste des monuments historiques ; il fut classé monument historique le 20 août 1913.
En 1920, l’armée remit l’église à la ville, qui décida de l’affecter en 1921 à un musée archéologique et en commença la restauration. Cependant, en 1942, un centre de messagerie routière s’y installa. Dans les années 1950 et 1960, Saint-Philibert accueillit régulièrement des expositions et des concerts. En 1974 et 1975, des travaux importants y furent accomplis pour faire définitivement de l’édifice un lieu d’exposition. Le sol fut couvert d’une dalle de béton avec chauffage électrique intégré et dallage de pierre. Cette installation, inaugurée en 1975, provoqua la remontée d’humidité chargée de sel dans les piliers ; ce sel fit éclater la pierre. La dégradation de l’édifice imposa sa fermeture en 1979, et de longs travaux, comprenant l’étaiement de plusieurs parties du monument, et la destruction de la dalle de béton. L’église a été rouverte lors des journées du patrimoine de 2002 ; elle est redevenue lieu d’exposition accessible occasionnellement au public en 2011, mais elle a fermé à nouveau ensuite.

Façade sud
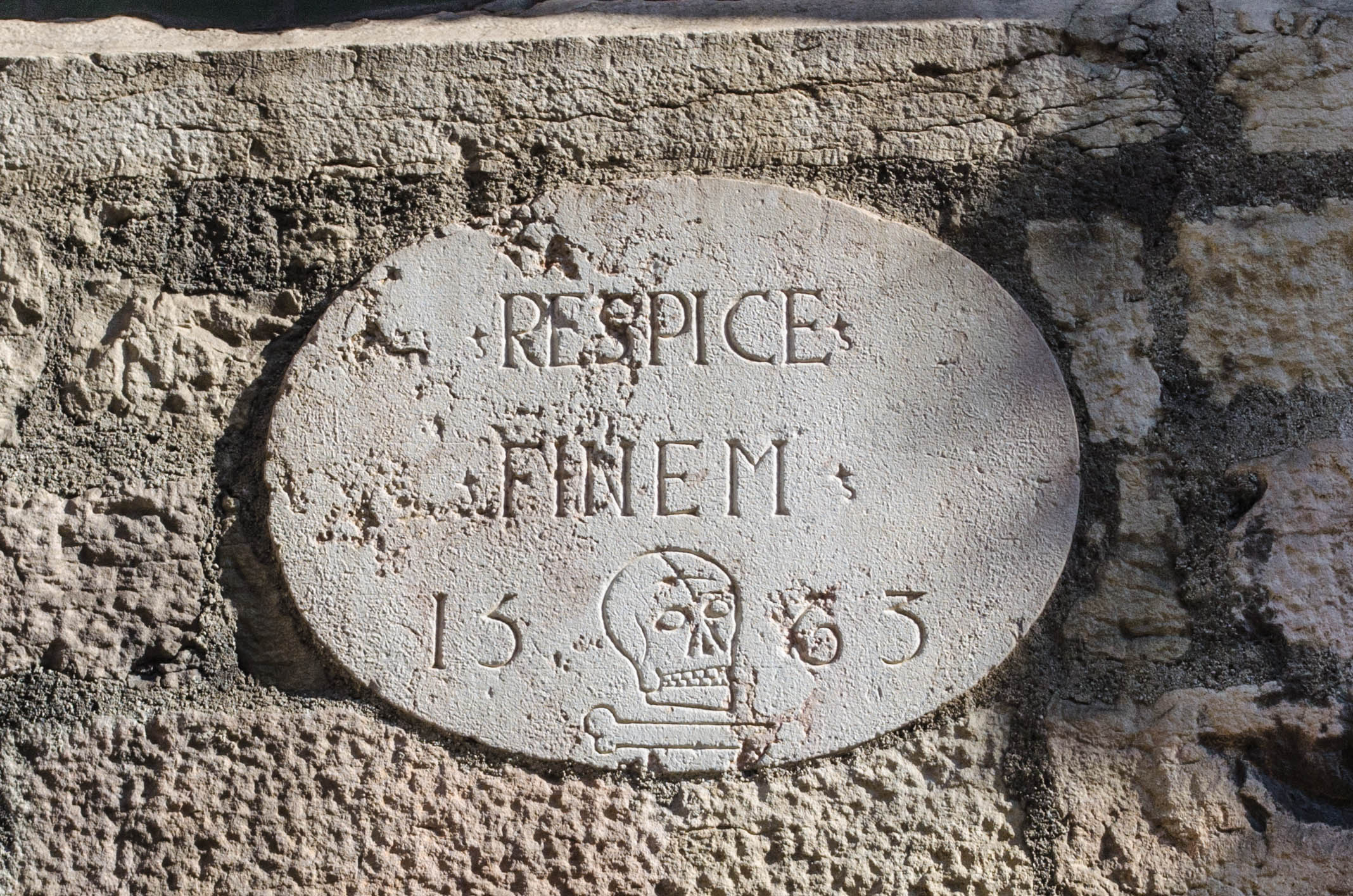
Médaillon portant l’inscription RESPICE FINEM (Pense à la fin), 1563
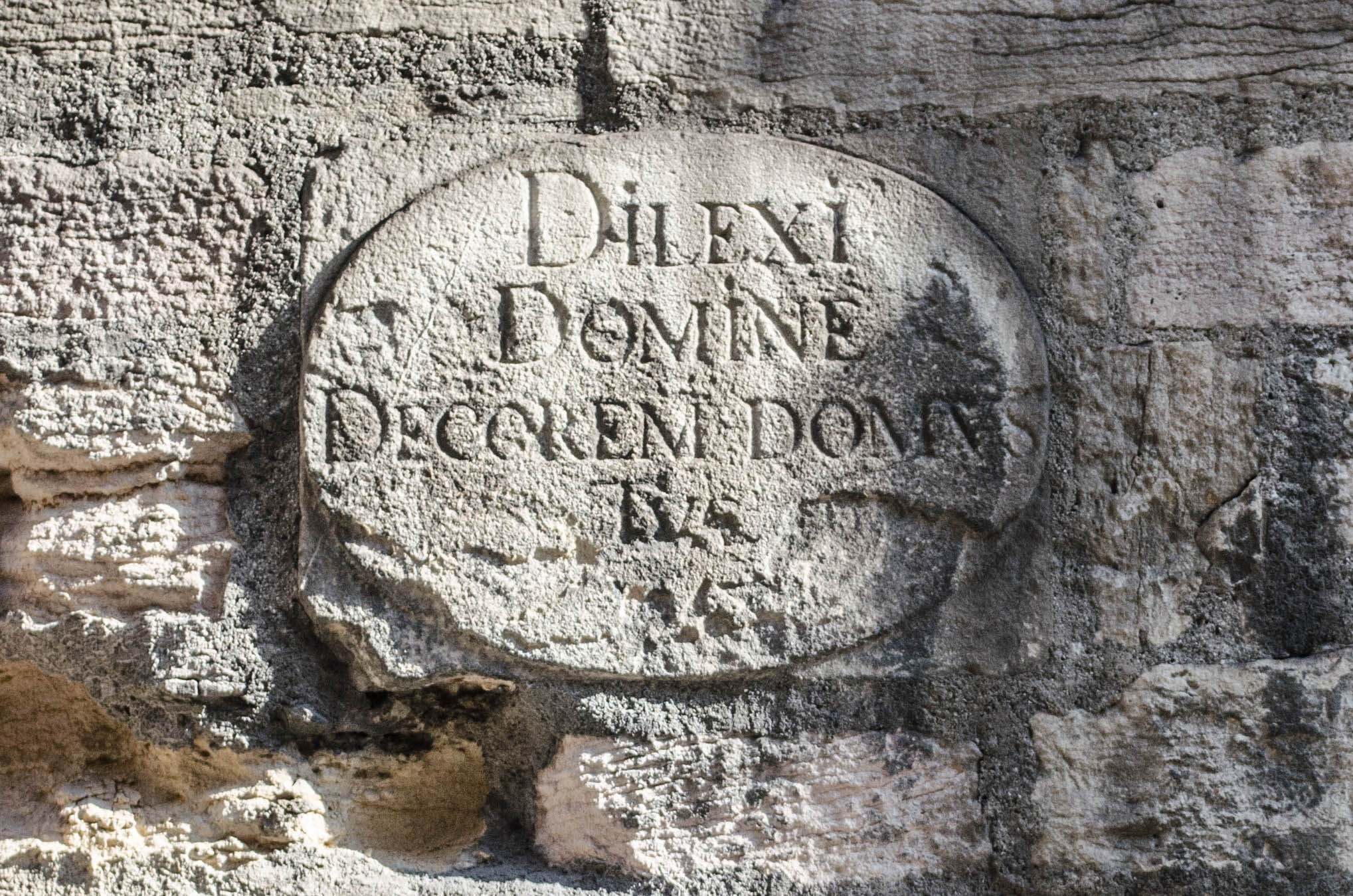
Médaillon portant l’inscription DILEXI DOMINE DECOREM DOMUS TUAE (Seigneur, j’ai aimé la beauté de ta maison), première partie du verset 8 du Psaume 26 de David
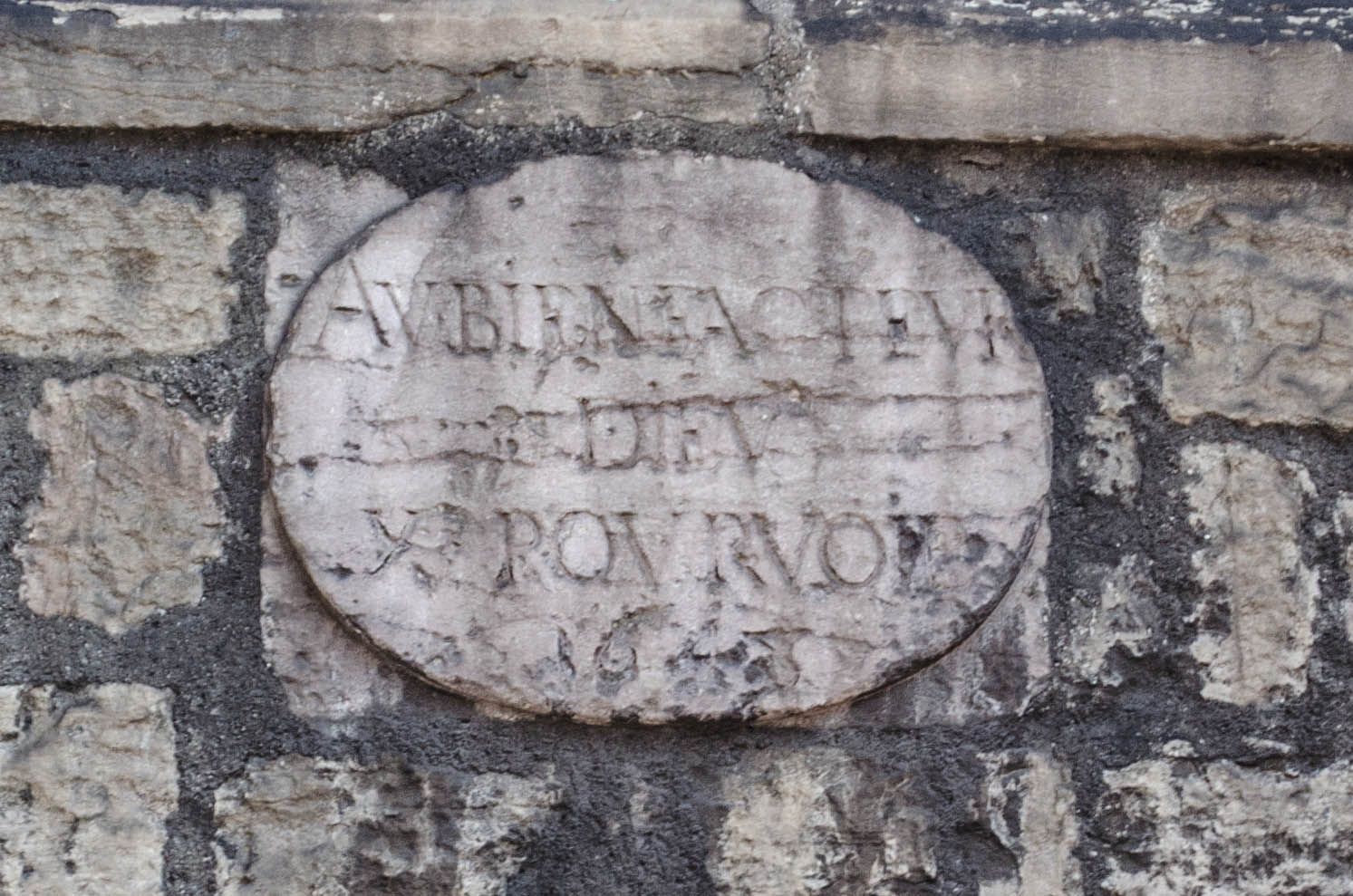
Médaillon portant l’inscription AU BIENFACTEUR DIEU Y POURVOY, 1648
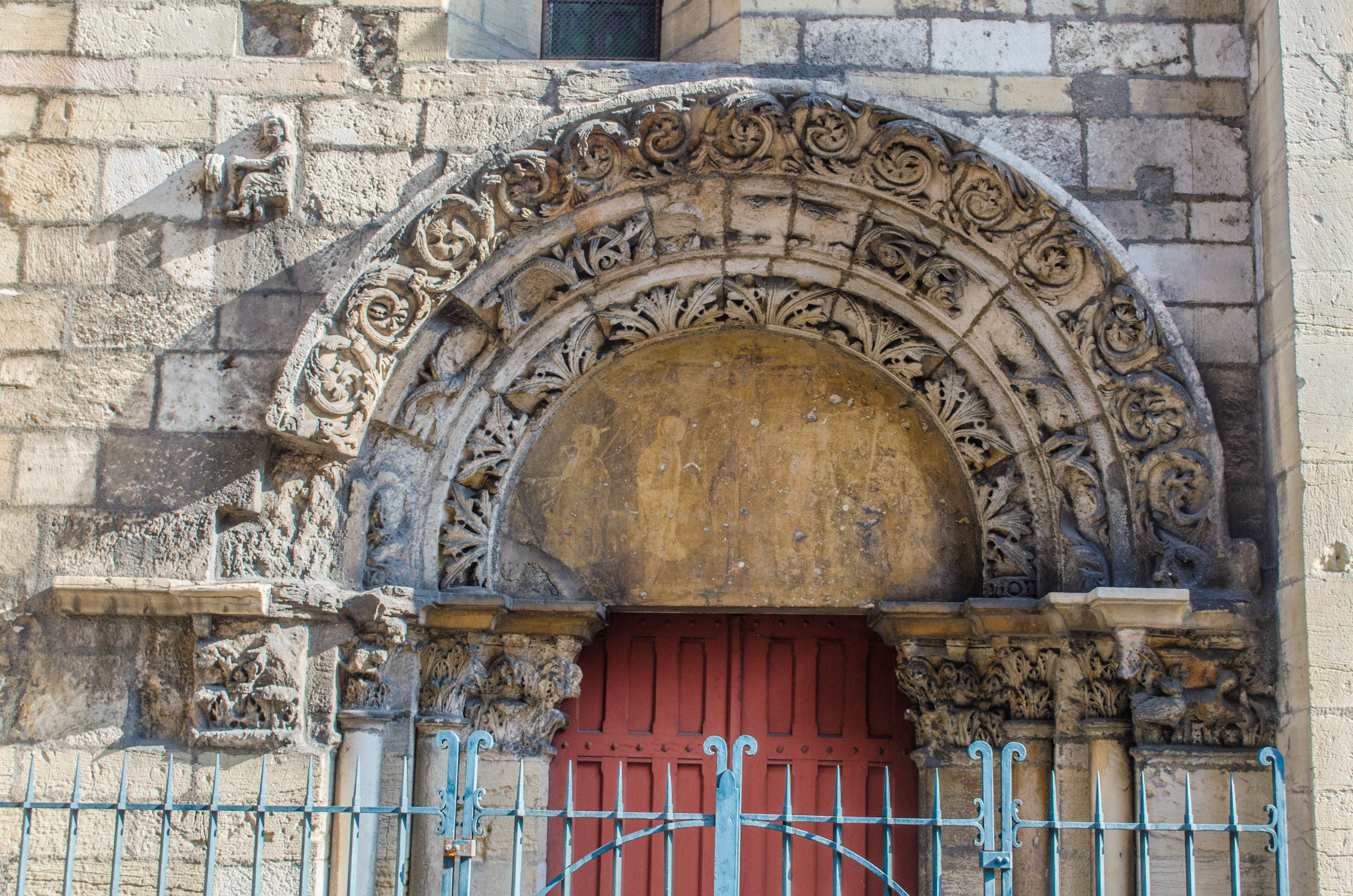
Portail roman, rue Danton